# Un petó abans de morir
Un petó abans de morir (títol original en anglès: A Kiss Before Dying) és una pel·lícula estatunidenca de cinema negre dirigida el 1956 per Gerd Oswald. El guió fou escrit per Lawrence Roman, basat en la novel·la A Kiss Before Dying d'Ira Levin de 1953, que va guanyar el Premi Edgar de 1954 per la millor primera novel·la. Els protagonistes foren Robert Wagner, Jeffrey Hunter, Virginia Leith, Joanne Woodward, i Mary Astor. Es va fer un remake el 1991 sota el mateix títol.
Aquesta pel·lícula ha estat doblada al català i emesa per TV3 el 16 d'abril de 1994.

## Argument
El 1956 Bud Corliss (Robert Wagner) és un ambiciós estudiant universitari que festeja la seva companya Dorothy Kingship (Joanne Woodward) per la fortuna del seu pare. Quan descobreix que Dorothy està embarassada del seu fill, s'adona que és molt probable que sigui desheretada pel seu pare, Leo Kingship (George Macready). A ella això no l'importa, dient que se sent "com jo" per primera vegada a la seva vida, lliure del control del seu pare. Bud assegura Dorothy que tindrà cura d'ella, i vacil·la quan Dorothy insisteix en casar-se, però aparentment hi està d'acord.
Després d'un primer intent de danyar-la, que Dorothy suposa un accident, Bud passa els dies previs al seu arranjament establint un elaborat pla del que semblaria ser el seu suïcidi. Es queda astorat quan això falla. El dia que haurien de casar-se, Bud vol dir que Dorothy el trobi a l'edifici municipal a l'hora de dinar quan es tanqui l'oficina pertinent. Ell suggereix que vagin al terrat per prendre l'aire. Allà manipula la seva posició i l'assassina; la seva mort es considera un suïcidi a causa d'una carta que havia falsificat i enviat per correu en previsió del seu pla original.
Al cap d'un parell de mesos, la germana de Dorothy, Ellen (Virginia Leith), es troba amb Bud; Ellen no coneix la relació anterior de Bud amb Dorothy, però sempre ha tingut dubtes sobre la mort. Té la idea que si esbrina qui havia estat el xicot de la seva germana, podrà demostrar que la va matar. Per obtenir ajuda, Ellen contacta amb Gordon Grant, que va tutoritzar Dorothy. Poc després, Ellen creu que ha identificat el xicot, Dwight Powell (Robert Quarry). Bud ho descobreix i assassina Powell. Això també es considera un suïcidi.
Ellen està convençuda que Powell va ser l'home que va matar Dorothy. Bud i ella es prometen. Gordon es presenta durant la festa per dir-li que ha descobert que Powell no podia haver comès el crim. A la sortida, es presenta a Bud; mentre conduïa cap a casa, s'atura a la cabina telefònica per trucar al seu oncle, el cap de policia, per revelar-li que creu haver vist Bud amb Dorothy a la universitat. Gordon torna amb Ellen i informa a Leo Kingship que està segur que Bud era amb Dorothy i que és probable que sigui un assassí. Li donen a Ellen aquesta notícia, que rebutja de forma taxativa.
L'endemà al matí, la parella va a la mina de Kingship perquè Bud pugui veure la fortuna de la família. Mentrestant, l'oncle de Gordon confirma que Bud era el xicot de Dorothy.
Durant una conversa casual, Bud deixa anar cosa que coneix, i ha d'admetre a Ellen que va conèixer la seva germana, que "fins i tot va tenir unes quantes cites amb ella". Mentrestant continuen parlant fins a la vora de la mina, amb Ellen darrera seu, qui arriba a l'evidència que ell és, efectivament, l'assassí. El seu pare i Gordon arriben i són testimonis com Bud intenta llançar Ellen a la fossa; en un intent desesperat de matar-la, la llança davant d'un camió que s'acosta, però aquest gira i el colpeja llençant-lo pel penya-segat.

## Repartiment
- Robert Wagner - Bud Corliss
- Jeffrey Hunter - Gordon Grant
- Virginia Leith - Ellen Kingship
- Joanne Woodward - Dorothy Kingship
- Mary Astor - Mrs. Corliss
- George Macready - Leo Kingship
- Robert Quarry - Dwight Powell
- Howard Petrie - Howard Chesser, cap de policia
- Molly McCart - Annabelle Koch
- Dolores Hawkins

Notes del repartiment:
- Un petó abans de morir va ser la segona pel·lícula que Robert Wagner va fer el 1956 en què va interpretar contra la seva imatge de bon noi, després de The Mountain, amb Spencer Tracy.[4]
- Aquesta va ser la primera pel·lícula de Mary Astor des de 1949, quan va fer Any Number Can Play.[4]
- Un petó abans de morir va ser la segona pel·lícula de Joanne Woodward, després de Count Three and Pray l'any anterior. Va dir un cop que havia estat la seva "pitjor pel·lícula".[4]

## Producció
Darryl F. Zanuck va comprar els drets del llibre l'agost de 1953, arran de la licitació de molts estudis. El seu anunci públic va revelar que Wagner seria el protagonista. El paper de Dwight Powell, interpretat per Robert Quarry, havia estat atorgat inicialment a Martin Milner, però Milner va haver d'abandonar-se a causa dels canvis d'horari.
En 1955 es va anunciar que la pel·lícula seria realitzada per Crown Productions i distribuïda per United Artists. Va ser la segona pel·lícula de Crown després de The Killer Is Loose; un executiu de la companyia era Robert Jacks, el gendre de Daryl Zanuck.
Tres membres del repartiment, Wagner, Joanne Woodward i Jeffrey Hunter, van ser cedits a United Artists per Twentieth Century-Fox. La pel·lícula va ser el debut en la direcció de Gerd Oswald, i es va rodar a Tucson, Arizona.
L'ús a la pel·lícula de la paraula "embarassada" va causar controvèrsia: es va tallar durant la seva previsualització a Chicago, i els censors de Hollywood no van permetre a United Artists utilitzar la paraula en cap advertència.